# Sarajevo Spartans 2019
Questa voce raccoglie le informazioni riguardanti i Sarajevo Spartans nelle competizioni ufficiali della stagione 2019.

## Bosnian-Herzegovinian Football League 2019

### Stagione regolare
| Banja Luka 6 aprile 2019, ore 14:00 | Banja Luka Rebels | 0 – 72 | Sarajevo Spartans | Stadion FK Krajina |

| 21 aprile 2019 | Sarajevo Spartans | 40 – 18 | Tuzla Saltminers |  |

| Sarajevo 12 maggio 2019, ore 13:30 | Sarajevo Spartans | 88 – 28 | Banja Luka Rebels | Pomočni Teren Stadiona Koševo |

| 26 maggio 2019 | Tuzla Saltminers | 8 – 58 | Sarajevo Spartans |  |

### Playoff
| 23 giugno 2019 | Sarajevo Spartans | 48 – 30 | Tuzla Saltminers |  |

## Statistiche di squadra
| Competizione | %Vittorie | In casa | In casa | In casa | In casa | In casa | In casa | In trasferta | In trasferta | In trasferta | In trasferta | In trasferta | In trasferta | Totale | Totale | Totale | Totale | Totale | Totale |
| Competizione | %Vittorie | G       | V       | N       | P       | Pf      | Ps      | G            | V            | N            | P            | Pf           | Ps           | G      | V      | N      | P      | Pf     | Ps     |
| ------------ | --------- | ------- | ------- | ------- | ------- | ------- | ------- | ------------ | ------------ | ------------ | ------------ | ------------ | ------------ | ------ | ------ | ------ | ------ | ------ | ------ |
| Campionato   | 1.000     | 2       | 2       | 0       | 0       | 128     | 46      | 2            | 2            | 0            | 0            | 130          | 8            | 4      | 4      | 0      | 0      | 258    | 54     |
| Playoff      | 1.000     | 1       | 1       | 0       | 0       | 48      | 30      | 0            | 0            | 0            | 0            | 0            | 0            | 1      | 1      | 0      | 0      | 48     | 38     |
| Totale       | 1.000     | 3       | 3       | 0       | 0       | 176     | 76      | 2            | 2            | 0            | 0            | 130          | 8            | 5      | 5      | 0      | 0      | 306    | 92     |